# Commandos 3: Destination Berlin
Commandos 3: Destination Berlin es la tercera parte de la saga de videojuegos Commandos desarrollada por Pyro Studios. Salió al mercado en octubre del 2003. A diferencia de los juegos anteriores la rueda del ratón se podía usar para rotar la cámara. Fue el primero de las series en usar un verdadero entorno 3D.

## Personajes

### Boina Verde - Jack "Butcher" O'Hara
Sargento irlandés caracterizado por su gran fuerza física y resistencia a los ataques enemigos. Es el segundo corredor más rápido del equipo y su destreza física le permite saltar desde grandes alturas, escalar postes y balancearse por cables. Es capaz de noquear enemigos con sus golpes y de resistir disparos que para otros humanos serían mortales. Puede manejar muchas armas, pero lo que más usa es su cuchillo y el factor sorpresa.

### Francotirador - Sir Francis "Duke" T. Woolridge
Soldado inglés de carácter extremadamente frío y calculador. Se especializa en disparar el rifle con mira telescópica, con el cual rara vez desperdicia una bala. Sus objetivos principalmente se centran en limpiar el camino para el actuar de sus compañeros o eliminar peligrosos enemigos que estén ocultos.

### Buzo - James "Fins" Blackwood
Soldado australiano especialista en misiones con carácter acuático. Con su arpón y su equipo de buzo puede pasar mucho tiempo bajo el agua sin preocuparse por el oxígeno y por los peligros marítimos. En tierra es capaz de matar arrojando su cuchillo. En este juego sólo protagoniza una misión.

### Artificiero - Thomas "Fireman" Hancock
Soldado inglés especialista en manejar explosivos y elementos de alto riesgo. Los elementos que carga en su mochila son muy peligrosos, por lo que no puede correr muy rápido al portarlos. Puede manejar armas como granadas, bazucas, cóctel molotov, lanzallamas y puede detectar minas para desactivarlas y reutilizarlas.

### Espía - Rene "Frenchy" Duchamp
Espía francés capaz de pasar inadvertido ante las tropas enemigas una vez que ha conseguido un uniforme de alto rango alemán. Domina varios idiomas, entre estos el alemán y gracias a eso puede distraer a pelotones enteros de enemigos. Todo su actuar lo procura hacer con el más absoluto sigilo. Porta una jeringuilla con veneno, el cual es capaz de aturdir o matar enemigos, dependiendo de la cantidad de dosis aplicada.

### Ladrón - Paul "Lupin" Toledo
Soldado francés capaz de abrir candados, trepar postes, trepar paredes, introducirse en pequeñas áreas, entre otras habilidades. Es el comando más rápido, por lo que corriendo es capaz de evitar ser dañado. Su patada es capaz de noquear enemigos y puede asesinar silenciosamente ahorcando con una cuerda de piano.

## Campañas
Son doce niveles divididos en tres campañas, las cuales no necesariamente deben ser resueltas en orden. Además, el juego incluye un tutorial formado por dos pequeñas misiones con instrucciones y objetivos fáciles de cumplir, para familiarizar al jugador.

### Stalingrado
Contiene tres niveles. Ambientada inicialmente en algún lugar de Stalingrado, en pleno invierno ruso. Los francotiradores alemanes son una gran amenaza.
- Elimina al francotirador: Misión inspirada en la película Enemigo a las puertas, donde Duke debe enfrentarse a un francotirador experto alemán que ha causado muchas bajas dentro del ejército ruso.
- Protege al general O'Donnell: El general americano O'Donnell apodado "El Bulldog" debe ser protegido de los constantes ataques alemanes al cuartel general ruso, donde se encuentra reunido con el alto mando soviético. Para esta misión el jugador cuenta con el Boina verde, el Francotirador y el Artificiero.
- Mata al traidor: Estando en Berlín, los comandos deben escapar de una prisión oculta en las profundidades de la ciudad y posteriormente ingeniárselas para eliminar al general O'Donnell ("El Bulldog") que ha resultado ser un traidor.

### Europa Central
Contiene seis niveles. La campaña ocurre en torno a unas importantes obras de arte europeas que han sido robadas por los nazis y serán transportadas hacia Alemania, lo cual debe ser evitado por los comandos. Está basada en la película "El Tren" (http://en.wikipedia.org/wiki/The_Train).
- Infíltrate en la estación: El Ladrón con el Espía deben encontrarse con los miembros de la Resistencia francesa para luego infiltrarse en la estación de tren de Saint Avold.
- Aborda el tren: Los mismos comandos de la misión anterior deben subirse al tren donde los nazis guardan las pinturas robadas.
- Detén la colocación de bombas: El Boina verde debe detener la colocación de bombas que hacen los nazis en torno a las vías del tren, para así salvar a sus compañeros que van sobre éste.
- Llega hasta la locomotora: El Boina verde debe salvar a sus compañeros que van dentro del tren, quienes han sido rodeados. Posteriormente deben eliminar a todos los soldados alemanes que hay dentro del tren.
- Toma el control del pueblo: El Artificiero junto al Francotirador deben limpiar de soldados alemanes un pueblo por donde llegará un convoy alemán con las pinturas robadas y con los comandos que han sido tomados prisioneros.
- Prepara una emboscada al convoy: Los comandos de la misión anterior, junto con un pelotón de soldados aliados deben emboscar al convoy alemán que llegará con las pinturas y los comandos prisioneros, para así recuperar las pinturas y liberar a sus compañeros.

### Normandía
Contiene tres niveles. Están cronológicamente ordenados en los días previos a la Operación Overlord, donde los comandos jugaban un rol fundamental en los preparativos para debilitar la defensa alemana.
- Destruye los suministros nazis: Entre el Artificiero y el Ladrón deben destruir vehículos y depósitos de combustible alemán, y así evitar que dichos refuerzos lleguen a las costas de Normandía.
- Destruye los buques de guerra: El Buzo (en su única y última aparición a lo largo del juego) debe destruir dos buques alemanes que al amanecer irían a patrullar las costas de la playa de Normandía, lo cual imposibilitaría el desembarco de las tropas aliadas. Esta misión tiene un gran parecido con la misión David y Goliat de Commandos: Behind Enemy Lines.
- Desembarca en la playa: En pleno 6 de junio de 1944, el Boina verde con un grupo de soldados aliados deben desembarcar en la playa de Normandía y destruir los cañones que causan estragos entre las tropas aliadas que desembarcan.

## Diferencias con los demás juegos de la saga
Las misiones tienen un aspecto similar a las de los anteriores, pero con una original banda sonora y mejoras notables en la calidad gráfica, además de una gran reducción de la cantidad de personajes. Se podría considerar como la suma del primer y segundo juego, dado que este posee todas las actualizaciones y se tomaron en cuenta los comentarios de los jugadores respecto a las anteriores ediciones. Sin embargo tiene algunas desventajas, ya que cuenta con muy pocas misiones y el buzo sólo aparece en una de ellas. No se sabe nada acerca del conductor pues este rol para conducir vehículos ligeros ha sido tomado por todos los soldados